# 張翰沖
張翰冲（1570年—1622年），号凌九，福建晉江縣人，明朝官员，同進士出身。

## 生平
万历三十四年（1606年）丙午科福建鄉試第二十九名舉人，四十四年（1616年），登丙辰科三甲一百十名进士，吏部觀政，授金壇縣知縣，四十六年同考應天府鄉試。以考選入觐，期间卒於京師。时在天启二年（1622年），年五十三。

## 遗迹
萬曆年間，張翰冲任知縣期間曾題戴叔倫墓曰：“詩伯夜臺”，其碑尚存，在戴叔倫紀念館。